# В твоих руках
«В твоих руках» (дат. Forbrydelser) — фильм датского режиссёра Аннетт Олесен с Анн Элеонорой Йёргенсен и Трине Дюрхольм в главных ролях. Картина была номинирована на «Золотого медведя» на Берлинском кинофестивале, а Дюрхольм получила главную кинопремию Дании «Бодил» в номинации «Лучшая женская роль второго плана». Фильм является частью проекта «Догма 95».

## Сюжет
Анна, недавно окончившая обучение на богословском факультете, поступает на работу в женскую тюрьму священником. Анне уже 35 лет, и она с мужем в течение долгого времени пытается зачать ребёнка, но не может забеременеть. В тюрьме она знакомится с недавно переведённой из другого исправительного учреждения преступницей Кейт Кристоферсон. Кейт была приговорена к тюремному заключению за то, что в состоянии наркотического опьянения оставила маленькую дочь одну в квартире, и та скончалась от жажды. В разговоре с Анной Кейт говорит, что та беременна. Анна отрицает это и утверждает, что бесплодна. Однако она всё же решает посетить врача, который к собственному удивлению подтверждает факт беременности.
До Анны доходят слухи, что Кейт известна среди заключённых как женщина, умеющая творить чудеса, лечить и избавлять от наркозависимости прикосновением руки. В то же время Анна узнаёт на УЗИ, что у её ребёнка есть хромосомные дефекты, в 5-10% случаев приводящие к тяжелым последствиям, в том числе умственной отсталости. Доктор советует ей сделать аборт.
Анна разрывается между религией и медицинскими показаниями и в отчаянии идёт к Кейт. Она кричит, что знает, какое преступление совершила Кейт. Виновные в смерти ребёнка становятся изгоями в тюрьме, и потому Кейт это скрывала. Теперь, когда крик Анны услышали сокамерницы, они сразу дают понять Кейт, что отныне она стала отверженной.
На следующее утро Кейт находят покончившей с собой в туалете. Анна идёт на аборт.

## В ролях
| Актёр                  | Роль              |
| ---------------------- | ----------------- |
| Анн Элеонора Йёргенсен | Анна              |
| Трине Дюрхольм         | Кейт              |
| Николай Коперникус     | Хенрик            |
| Соня Рихтер            | Марион            |
| Ларс Ранте             | Франк             |
| Йенс Альбинус          | Карстен           |
| Кирстен Олесен         | начальница тюрьмы |
| Хенрик Прип            | врач              |
| Метте Мунк Плам        | Ёсефена           |
| Бенедикте Хансен       | Лиззи             |

## Критика
Большинство кинокритиков в целом положительно оценили фильм как пример типичного арт-хауса с ярко выраженными персонажами и драматической составляющей. Тематика противостояния двух женщин, одна из которых виновна в смерти своего ребёнка, а вторая собирается сделать аборт невзирая на религиозные запреты, нашла отклики у рецензентов. Критики отмечали реалистичность фильма, подчёркиваемую ручной камерой и отсутствием закадрового музыкального сопровождения. Обозреватель «Би-би-си» назвал картину «мрачной сказкой», навевающей депрессию, но не лишённой мощности.
Актёрские работы также были похвалены критиками. Критик из Screen International отметил, что снимающаяся в основном в комедиях Анн Элеонора Ёргенсен сумела с точностью и оригинальностью воплотить пастора, сомневающегося в своей вере. Трине Дюрхольм же стала убедительной «тёмной лошадкой-чудотворцем» в картине. Рецензент The New York Times написал, что «актёрские работы в этом фильме, в особенности Дюрхольм, столь же впечатляющи, как структура фильма, которая в конечном счёте замыкается на печальном финале».

## Награды и номинации
| Награды и номинации                           | Награды и номинации | Награды и номинации               | Награды и номинации           | Награды и номинации |
| Награда                                       | Год                 | Категория                         | Номинирован(а)                | Итог                |
| --------------------------------------------- | ------------------- | --------------------------------- | ----------------------------- | ------------------- |
| Берлинский кинофестиваль                      | 2004                | «Золотой медведь»                 |                               | Номинация           |
| Бодил                                         | 2005                | Лучший фильм                      |                               | Номинация           |
| Бодил                                         | 2005                | Лучшая женская роль               | Анн Элеонора Ёргенсен         | Номинация           |
| Бодил                                         | 2005                | Лучшая женская роль второго плана | Трине Дюрхольм                | Победа              |
| Бодил                                         | 2005                | Лучшая женская роль второго плана | Соня Рихтер                   | Номинация           |
| Роберт                                        | 2005                | Лучший фильм                      |                               | Номинация           |
| Роберт                                        | 2005                | Лучшая режиссёрская работа        | Аннетт Олесен                 | Номинация           |
| Роберт                                        | 2005                | Лучшая оригинальный сценарий      | Аннетт Олесен Ким Фупц Окесон | Номинация           |
| Роберт                                        | 2005                | Лучшая женская роль               | Анн Элеонора Ёргенсен         | Номинация           |
| Роберт                                        | 2005                | Лучшая женская роль второго плана | Трине Дюрхольм                | Победа              |
| Роберт                                        | 2005                | Лучшая женская роль второго плана | Соня Рихтер                   | Номинация           |
| Роберт                                        | 2005                | Лучшая мужская роль второго плана | Николай Коперникус            | Номинация           |
| Роберт                                        | 2005                | Лучшая монтаж                     | Молли Марлен Стенсгаард       | Номинация           |
| Международный кинофестиваль в Вальядолиде     | 2004                | «Золотой колос»                   |                               | Номинация           |
| Международный кинофестиваль в Вальядолиде     | 2004                | Специальный приз жюри             |                               | Победа              |
| Зулу                                          | 2004                | Лучшая актриса второго плана      | Трине Дюрхольм                | Победа              |
| Международный фестиваль женского кино в Бордо | 2004                | Приз зрительских симпатий         |                               | Победа              |
| Международный фестиваль женского кино в Бордо | 2004                | Лучшая мужская роль               | Николай Коперникус            | Победа              |
| Европейский кинофестиваль в Брюсселе          | 2004                | «Золотой ирис»                    |                               | Номинация           |
| Парижский кинофестиваль                       | 2005                | Гран-при                          |                               | Номинация           |
| Международный кинофестиваль в Сан-Паулу       | 2004                | Приз жюри                         |                               | Номинация           |
| Фестройя — Тройя                              | 2004                | «Золотой дельфин»                 |                               | Номинация           |
| Фестройя — Тройя                              | 2004                | Специальный приз жюри             |                               | Победа              |